# شلدون لنرد
شلدون لئونارد (انگلیسی: Sheldon Leonard؛ ۲۲ فوریهٔ ۱۹۰۷ – ۱۱ ژانویهٔ ۱۹۹۷ (۸۹ سال)) یک هنرپیشه، تهیه‌کننده، و کارگردان اهل ایالات متحده آمریکا بود.
از فیلم‌ها یا برنامه‌های تلویزیونی که وی در آن نقش داشته است می‌توان به چه زندگی شگفت‌انگیزی، یه مرد لاغر دیگه و گذرنامه برای سوئز اشاره کرد.